# Netvissers
Netvissers (Gr. Δικτυουλκοί / Diktyoulkoi) is een saterspel van de Griekse tragediedichter Aischylos. Het werk is zeer fragmentarisch overgeleverd. Het biedt toch enig inzicht in het satirische werk van Aischylos, die in de oudheid bekend stond als een grootmeester van het genre.

## Samenvatting
Uit de fragmenten kan men afleiden dat het gaat over vissers (= het koor) die in hun netten de drijvende kist hebben gevonden, waarin Danaë met haar zoontje Perseus gevangen zit.